# 2006 QH181
2006 QH181，在不能表示下标的场合也写作2006 QH181，是一个海王星外天体。它位于离散盘中，并且很有可能成为一颗矮行星。它可能是一个独立天体，因为它的近日点远达37.6天文单位，基本上处于海王星的引力影响范围之外。但是它也有可能是海王星的5:1共振天体。究竟它是哪一种天体还需要对它的轨道进行进一步观测。
| 天体       | 距离 （AU） | 视星等 |
| ---------- | ----------- | ------ |
| 阋神星     | 97          | 18.7   |
| 塞德娜     | 88          | 21.0   |
| 共工星     | 86          | 21.4   |
| 2006 QH181 | 82          | 23.0   |

## 距离
它于大约公元1859年到达近日点。它目前离太阳大约有82天文单位。目前所在位置比它离太阳更远的矮行星类天体只有三个阋神星（96.7AU）、塞德娜（88AU）以及共工星（86AU）。由于距太阳非常遥远，它的视星等只有23，只有大型望远镜才能观测到。

## 轨道
它在仅有的两次冲时被观测到10次，因此目前人们对它的轨道参数了解非常少。美国国家航空航天局的喷气推进实验室小天体数据库会对轨道参数的质量打分，从0分到9分不等（0是最好的），而2006 QH181目前的评分是8，也就是非常不准确。如果这些数据的精确度再差一些，表示不确定性的参数U将会写成E，意思是“假设的离心率”。